# Oni (folclore japonés)

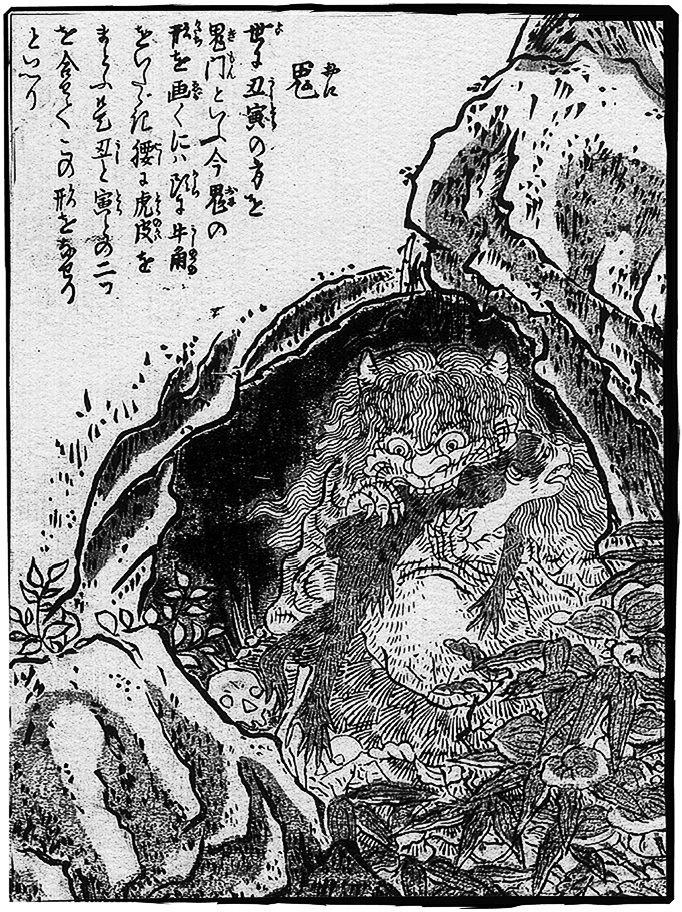
Ilustración de un oni.

Los oni (鬼?) son criaturas (yōkai) del folclore japonés que comparten muchas similitudes con los demonios y ogros occidentales. Son personajes populares en el arte, literatura y teatro japoneses. Los demonios Oni se reflejan en estas máscaras que simbolizan, precisamente, la creencia en este mundo espiritual. La función de estos demonios es la de castigar y atormentar a quienes son malvados e injustos. Así, hay Oni malos, pero también los hay buenos y que simbolizan la protección.

## Aspecto

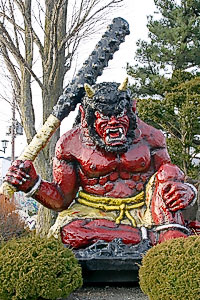
Estatua de un oni armado con un kanabō.

Las representaciones de oni varían ampliamente, pero es frecuente mostrarles como gigantescas criaturas de afiladas garras, calvas, o con el pelo revuelto y uno o dos largos cuernos surgiendo de sus cabezas. La mayoría de las veces poseen forma humanoide, aunque en ocasiones han sido mostrados con características antinaturales, poseyendo gran número de ojos o dedos extra. Su piel puede ser de un variado rango de colores, rojo, azul, negro y verde son particularmente comunes. Su fiera apariencia se ve incrementada por las pieles de tigre que tienen tendencia a vestir y los garrotes de hierro o kanabō que suelen llevar. Esta imagen ha dado lugar a la expresión oni con garrote de hierro (鬼に金棒?), que denota resistencia e invencibilidad. También usado en el sentido de "fuerza para el fuerte", o poseer una habilidad natural incrementada gracias al uso de alguna herramienta. Los onis suelen aparecer como seres salvajes y feroces, pero en algunos cuentos a veces también ayudan a las buenas

## En la cultura popular

### Manga y anime japonés
Algunas apariciones:
- Rumiko Takahashi nombra varios Oni en sus novelas gráficas o mangas, así como varios elementos del folclore japonés. En el anime "Urusei Yatsura" ("Lum, La Chica Invasora", en castellano) aparece una raza llamada Oni que se presenta en la Tierra para invadirla, su protagonista Lamu (Lum, en la versión castellana) es una joven chica Oni.
- En el anime Ranma ½ cuenta con una historia en la que uno de los personajes como Kasumi Tendo, es poseída por un oni, lo que la hizo comportarse en atípicamente "mal" (todavía humorística) formas.
- En el manga y anime Bleach aparecen criaturas monstruosas llamadas "Hollows", los cuales son comparables a los Oni debido a su apariencia y comportamiento de devorar almas.
- En el manga y anime Yu-Gi-Oh!, así como en el juego de cartas real, existen varias cartas que aluden a los oni, tales como el arquetipo "Guardián de Batalla" (también denominado "Escolta de Batalla").
- En el manga y anime InuYasha toda la historia se basa en los yōkai y folclore japonés antiguo, apareciendo muchos oni durante el transcurso de la serie.
- En la franquicia multimedia de Digimon hacen aparición una serie de monstruos digitales que pertenecen al tipo Oni y que, por ende, están inspirados en ellos: Fugamon, Ginkakumon, Ginkakumon Promote, Goburimon (o Goblimon), Grottemon (o Grumblemon), Kinkakumon, Ogremon, Ogremon (Anticuerpo-X), Shamamon, Snow Goburimon (o Snow Goblimon) y Xingtianmon. Asimismo, aunque no pertenezca a dicho grupo, Hyougamon,[1] una subespecie de hielo de Ogremon, también está claramente inspirado en los Onis. Aún así, la mayoría de los Digimon mencionados no solo se basan en los Oni, sino también en otros seres mitológicos como los Ogros Occidentales, en los Goblin o en Xingtian.
- En el manga y anime Rosario + Vampire aparecen múltiples Oni a lo largo de la historia.
- En el musical de Kuroshitsuji hace aparición un oni.
- Anna Kyōyama en ocasiones recoge las emociones negativas de otras personas; debido a esto, comienza a odiar a las personas, y este desprecio puede involuntariamente manifestarse como un Oni.
- Zenki, la serie creada por Kikuhide Tani, tendría a un Oni como protagonista.
- En el manga Tsubasa: RESERVoir CHRoNiCLE existe un mundo alterno llamado Outo en donde dos de los protagonistas tienen que enfrentarse a diversidad de Oni para ganar dinero. Así mismo, serían los Oni quienes invaden el mundo de Outo.
- En el anime Hakuouki Shinsengumi varios de los personajes aparecerán como Oni, siendo la protagonista uno de ellos.
- En el anime Neon Genesis Evangelion de Yoshiyuki Sadamoto en una escena se menciona que el Eva#1 en posibilidades de activación tiene un número que representa a Oni.
- En el anime Hakuouki los principales antagonistas son los Oni liderados por Kazama, que desean destruir a los Shinegumis y raptar a Chizuru.
- En el anime Sgt. Keroro, a Natsumi la disfrazan de Oni.
- En el anime Dragon Ball Z los Oni se encargan de diversas tareas en el otro mundo, especialmente en el infierno donde el protagonista (Goku) se encuentra con dos de ellos, los cuales le muestran la salida del infierno donde cayó desde el camino de la serpiente. Reciben el nombre de fortogro y rapidogro.
- En el manga One Piece, el pirata Kaidou es descendiente de los Onis, teniendo un aspecto parecido como dos grandes cuernos, y llevar la misma arma. El personaje de Jinbe también posee un aspecto físico que vagamente recuerda al de un Oni.
- En el anime Smile Pretty Cure uno de los villanos es un Oni llamado Akaoni.
- En el anime Nurarihyon no Mago toda la serie se basa en los yokais y los diferentes onis de la cultura japonesa.
- En el anime B Gata H Kei aparece una marca de condones llamada "Condones Demon" que tiene como mascota a un Oni.
- En el anime Hoozuki no Reitetsu, Hoozuki es un Oni, además los Oni trabajan como esbirros en el infierno japonés castigando a los muertos.
- En el anime Re:Zero kara Hajimeru Isekai Seikatsu, las gemelas, Rem y Ram, son Onis, siendo Rem la única que aún posee su cuerno.
- En el anime y manga Naruto Shippuden, la bestia de las 8 colas, Gyuki, con cuatro cuernos: dos en la frente y dos detrás de la cabeza, además tiene una quinta protuberancia que sale de su barbilla similar a una barba, y sus colas tienen forma de tentáculos.
- En el anime Miira no kaikata Tazuki es seguido por un niño oni que tiene apariencia de no ser muy listo. Este personaje pequeño y algo tierno es llamado Conny o Connie por el mismo Tazuki y los demás chicos que saben de su existencia.
- En el anime y manga Yuragisō no Yūna-san el personaje de Nonko Arahabaki (Anteriormente llamada Nonko Yoinozaka) pertenece a la familia Yoinozaka, una de las tres familias más poderosas de Japón, que está conformada casi en su totalidad por Onís, estos tienen la particularidad de volverse más fuertes mientras más Alcohol y más comida consumen, esto por ser descendientes del Oni Shuten-dōji, que comparte algunas similitudes con los pertenecientes a la familia Yoinozaka.
- En el anime y manga Kimetsu no Yaiba la familia de Tanjirou es asesinada por el padre de los oni, Kibutsuji Muzan y además convierte a su hermana Nezuko en uno, sin embargo, ella no es hostil hacia los humanos por lo tanto la trama se centra en cómo Tanjirou se vuelve un cazador de onis (demonios) mientras busca una cura para que su hermana vuelva a ser humana.
- El digimon Ogremon está basado en un Oni.
- Onimusha, serie de Netflix, del mismo nombre que el videojuego homónimo, donde el protagonista Miyamoto Musashi, obtiene el poder de los Oni, gracias a un guantelete, y con éste y varios compañeros samuráis, deben luchar contra los Genma.

### Cómics occidentales
- DC Comics: recientemente, con el relanzamiento de los personajes del Universo DC, cambió el rol de un antiguo superhéroe conocido como El Creeper, y su nuevo origen es la representación de un Oní del folclore Japonés, ahora remarcado como un supervillano de la Liga de la Justicia Oscura y Katanna, y se cuenta que el Creeper era el espíritu de un Oni atrapado en una katana llamada Soultaker, y en la que había atrapado también el alma de un guerrero japonés caído en desgracia, que, junto al Oni, formaron una especie de independencia espiritual que ahora se conoce como El Creeper, y tras ser liberado de la espada, buscó un cuerpo el que habitar, y en ese momento ocupó el cuerpo de un inocente periodista llamado Jack Ryder.

### Libros occidentales
El Oni en la Alfombra, del escritor Javier Lobo, publicado en Amazon en julio de 2016. Parece ser, además, que es la única novela en occidente que trata el tema de esta criatura. El enfoque del autor sobre el mismo es una mezcla del folclore tradicional con el mundo moderno, empleando tintes del terror japonés más clásico.

### Videojuegos
Algunas apariciones:
- Onimusha 3 es uno de los videojuegos donde hace aparición un oni como parte de una raza ancestral que brinda de poderes sobrenaturales a los protagonistas de dicho título aunque la criatura solo hace un par de apariciones.

- En el videojuego Kuon de From Software, una de las protagonistas tiene la habilidad de invocar a Onis para ayudar contra sus enemigos

- En la serie de juegos para PC Touhou Project hay tres onis femeninos, las dos primeras llamadas Suika Ibuki y Yuugi Hoshiguma que comparten una fascinación por el sake y las fiestas, y una tercera llamada Kasen Ibara que hace su debut en un manga derivado del juego y quien evita aparentar que es una oni siendo reconocida por los personajes de la franquicia como una ermitaña.

- Mortal Kombat es uno de los videojuegos donde los oni hacen más apariciones: primero, en MK, los oni aparecen como ojos brillantes que observan desde la oscuridad; en MK: Deadly Alliance tienen más protagonismo, ya que aparecen los personajes Drahmin, que es un humanoide carcomido que usa una máscara y Moloch, que es el más fuerte de todos los oni en todas las "Realms", y se lo representa como una gigantesca bestia azul, deforme, con dos cuernos y dedos y ojos de más. En MK: Deception, en el modo konquest, podemos observar que Moloch y Drahmin también aparecen, pero que esta vez aparecen numerosos oni distribuidos por todo Netherrealm. En este caso, se parecen a humanoides que usan una máscara rosa y que tienen cuernos del estereotipo de satanás en las caricaturas. Finalmente, los oni destacan por su aparición en el Mortal Kombat: Shaolin Monks, donde podemos observar un estilo de oni más parecido al original del folclore japonés.

- En el juego BlazBlue: Calamity Trigger el personaje conocido como Iron Tager presenta el estereotipo de Oni con partes cibernéticas.

- En el videojuego Hellboy: the science of evil aparecen como enemigos que atacan a Hellboy en el escenario de "Japón"

- En el videojuego The Legend of Zelda: Majora's Mask la Fiera Deidad, transformación de Link al llevar la máscara del mismo nombre, es referida como Oni Link.

- En el juego de PC Guild Wars los onis aparecen en el continente de Cantha como seres humanoides recubiertos con un exoesqueleto que atacan a los descuidados viajeros.

- Existe también un juego llamado Oni, en el cual la protagonista es Mai Hasegawa; una bella chica que es sometida a experimentos para crear super agentes más fuertes.

- Existen también una serie de juegos basados en la mitología Oni. La serie Onimusha se basa en el poder de estas criaturas dado a algunos elegidos para combatir a unos seres demoníacos llamados Genma.

- En el juego en línea Shogun's Fate aparecen como la unidad demoníaca más fuerte.

- En el juego de arcadia Saturday Night Slam Masters hay un personaje japonés que se llama y es un Oni.

- En la saga de videojuegos Megami Tensei aparece el clásico Oni de color rojo, con un cuerno y con una maza.

- En el juego de Wii Little King's Story aparecen criaturas pequeñas llamadas Oni que adoran hacer travesuras, las cuales son liderados por el gran Oni King, el rey de la holgazanería.

- En el juego para PC Throne of the Darkness, que es un juego similar al Diablo II pero enfocado al folclor japonés, aparecen cientos de enemigos oni, variados en colores, armas, forma de ataque, e incluso hay sub-líderes que hay que derrotar para recibir recompensas importantes como amuletos mágicos, entre otros.

- En el juego Super Street Fighter IV, uno de los personajes exclusivos de la "Arcade Edition" se llama Oni, que resulta ser el personaje Akuma posiblemente en una versión mucho más poderosa del "Satsui No-Hadou", arte marcial que Akuma practica. Su aspecto cambia drásticamente, ya que su piel se torna azul al igual que su cabello, una energía rodea todo el cuerpo y su poder se incrementa mucho más en ese estado. Se cree que Oni indujo a Ryu a probar el "Satsui No-Hadou", lo que causó que se convirtiera en Evil Ryu.

- En el juego Black Belt de Master System aparece un enemigo de final de fase llamado Oni con un aspecto muy particular, y aunque los gráficos de dicho sistema no permiten mostrar demasiados detalles. En las instrucciones del juego aparece con una máscara de demonio similar a la de Yoshimitsu en Tekken (el primero).

- En el juego Fate Grand Order de Type-Moon y Delight Works donde varios de los servant que aparecen son Onis o parte Oni, como son Shuten Douji, Tomoe Gozen, Ibaraki Douji, Fuuma Kotarou y Minamoto no Yorimitsu.

- En el juego Overwatch se puede conseguir una skin exclusiva de Genji Oni gracias a un evento relacionado con Heroes of the Storm.

- En el juego Smite hay un dios llamado Hachiman del tipo cazador que posee una skin demoniaca la cual tiene el nombre de Onimusha.

- En el juego Paladins hay una skin para el personaje Talus llamada oni.

- En el juego Fire Emblem Fates existe una clase basada en los oni.

- En el juego Cyberpunk 2077 aparece como logo de la banda de rock llamada Samurai
- En el juego Dead By Daylight existe un personaje en la categoría de asesinos que es un oni.
- En el juego Onmyoji hay varios shikigamis que son onis, como Ibaraki Douji, Shuten Douji, Onikiri, entre otros.
- En el juego "Fortnite Battle Royale " capítulo 2 Temporada 3,la skin de Desgastado tiene tres estilos siendo el tercero dónde tiene una máscara Oni
- En el juego Valorant salió un paquete de skins llamada oni, en la que aparecen dichas máscaras en las armas.
- En el juego Monster Hunter Rise existe un monstruo de hielo, llamado Goss Harag, inspirado en un oni el cual puede ser rojo o azul.
- En el juego Sekiro: Shadows Die Twice hay al menos dos enemigos inspirados en los oni: el ogro encadenado y el demonio del odio, siendo en ambos casos monstruos humanoides asalvajados y de comportamientos brutales. Además el demonio del odio posee cuernos y pelaje rojo, si bien su origen y el hecho de que ataque con fuego lo hace más similar a los demonios clásicos occidentales. Cabe aclarar que "ogro encadenado" y "demonio del odio" son localizaciones aproximadas; los nombres de estos dos enemigos en su idioma japonés original son "Akaoni" (赤鬼, lit. "Oni rojo") y "Ensa no oni" (怨嗟の鬼, lit. "Oni del rencor").
- En el juego Yo-kai Watch aparecen como un tipo de yokai y también tienen un evento especial, La Pesadilla Subita, en la que tienes que huir de Gargantuo (un oni).
- En el juego Phasmophobia el Oni es uno de los 21 fantasmas posibles con el que puedes interactuar en una partida.
- En el videojuego Genshin Impact aparece (jugable a partir de la versión 2.3) el personaje de Arataki Itto, un personaje claymore el cual ha sido comprobada su naturaleza oni. Según la historia de este, su visión geo fue arrebatada tras un duelo con Kujou Sara, buscando constantemente revivir el duelo que éstos tuvieron no para recuperar su visión, sino por haber reconocido a Sara como una digna rival.

Roblox The Mimic, el personaje Enzukai está basado en un Oni
• En el videojuego Pokemon Escarlata y Pokemon Púrpura, el contenido descargable presenta a Ogerpon, un pokemon legendario basado en los oni (específicamente en el de la historia de Momotaro)
• En el videojuego Ao oni, como villano principal.

### Series
- En la temporada 3B de Teen Wolf aparecen los demonios Oni, que son descritos como seres invencibles de completa oscuridad con ojos brillantes parecidos al color de las luciérnagas Californianas.
- En la serie Jackie Chan aparecen como máscaras las cuales al ser puestas en un rostro se convierten en un Oni. Gobernados por su rey Tarakudo
- En la serie Código Lyoko, Ulrich en su atuendo cuando está en Lyoko, lleva la cara de uno en su traje a la espalda.
- En la serie Neon Genesis Evangelion las unidades EVA de la serie original están, según Hideaki Anno, inspiradas en estas criaturas fantásticas
- En las temporadas 8, 9 y 10 de Lego Ninjago: Masters of Spinjitzu se plantean a los oni como seres existentes desde tiempos inmemoriales y que son la personificación del mal, la oscuridad y la destrucción.

### Películas
- En el film Animales fantásticos: Los crímenes de Grindelwald, en el circo Arcanus un oni puede ser visto, siendo descrito como un "diablo japonés".